# El Mansura
El Mansura o Al-Mansurah es una ciudad de Egipto, capital de la gobernación de Dacalia y la novena ciudad más grande del país.
Está situada en la ribera del ramal del Nilo denominado Damieta, en el delta del Nilo.
Situación: 31°3′N 31°23′E / 31.050, 31.383
Su población es de 369 621 habitantes (2006).
Mansura es un centro comercial e industrial (industrias textiles y alimentarias). La ciudad alberga la universidad de Mansura (1972) y el instituto politécnico de Mansura (1957).